# Wadim Genrichowitsch Knischnik
Wadim Genrichowitsch Knischnik (russisch Вадим Генрихович Книжник, englische Transliteration Vadim Genrikhovich Knizhnik; * 20. Februar 1962 in Kiew; † 25. Dezember 1987 in Moskau) war ein russischer theoretischer Physiker.
Knischnik gewann als Schüler zweimal die Physik-Olympiade der UdSSR, studierte von 1978 bis 1984 am Moskauer Institut für Physik und Technologie und wurde am Landau-Institut für Theoretische Physik bei Alexander Poljakow (Polyakov) promoviert (russischer Doktorgrad). 1986 trat er dem Landau-Institut bei, war aber auch am ITEP. Seine erste Veröffentlichung platzierte er schon als Student zusammen mit seinem Professor Alexander Fjodorowitsch Andrejew. Am Landau-Institut beschäftigte er sich vor allem mit Quantenfeldtheorie und speziell Stringtheorie und Quantengravitation. Seine Karriere als vielversprechender mathematischer Physiker im Bereich der Stringtheorie wurde durch den frühen Tod mit nur 25 Jahren abgebrochen.
Knischnik untersuchte Loop-Diagramme der Störungsreihe in der Stringtheorie, wobei er Methoden der modernen algebraischen Geometrie benutzte. Nach ihm und Alexander Zamolodchikov sind die KZ-Gleichungen benannt, komplexe partielle Differentialgleichungen erster Ordnung, denen die Korrelationsfunktionen von konformen Feldtheorien zu affinen Liealgebren gehorchen.

## Verweise
1. ↑  Knizhnik, Polyakov und Zamolodchikov: Fractal structure of 2 dimensional quantum gravity. In: Modern Physics Letters A. Band 3, 1988, S. 819
2. ↑  Alexander Belavin und Knizhnik: Complex geometry and the theory of quantum strings. In: Soviet Physics JETP. Band 64, 1986, S. 214–228; Belavin und Knizhnik: Algebraic geometry and the geometry of Quantum strings. In: Physics Letters B. Band 168, 1986, S. 201; Knizhnik: Multiloop Amplitudes in the Theory of Quantum Strings and complex geometry. In: Soviet Physics Uspekhi. Band 32, 1989, S. 945
3. ↑  Current Algebra and Wess-Zumino Model in Two-Dimensions. In: Nuclear Physics B. Band 247, 1984, S. 83–103

| Personendaten    | Personendaten                                                                 |
| ---------------- | ----------------------------------------------------------------------------- |
| NAME             | Knischnik, Wadim Genrichowitsch                                               |
| ALTERNATIVNAMEN  | Книжник, Вадим Генрихович (russisch); Knizhnik, Vadim Genrikhovich (englisch) |
| KURZBESCHREIBUNG | russischer Physiker                                                           |
| GEBURTSDATUM     | 20. Februar 1962                                                              |
| GEBURTSORT       | Kiew                                                                          |
| STERBEDATUM      | 25. Dezember 1987                                                             |
| STERBEORT        | Moskau                                                                        |